# Abdurrahman ad-Dadžání
Abdurrahman ad-Dadžání byl palestinský arabský politik a starosta Jeruzaléma v osmanském období v letech 1863–1882. Byl členem rozvětvené a významné rodiny al-Dadžani, jejíž jméno bylo patrně odvozeno od osady Bajt Dadžan poblíž Jaffy (dnes zde stojí izraelské město Bejt Dagan). Abdurrahman ad-Dadžání se stal v roce 1863 starostou Jeruzaléma, přičemž byl prvním faktickým starostou toho města coby předseda místní samosprávy. Jeruzalém byl tehdy druhým městem v Osmanské říši, které získalo samosprávný status.